# Saint-Julien-du-Pinet
Saint-Julien-du-Pinet is een gemeente in het Franse departement Haute-Loire (regio Auvergne-Rhône-Alpes) en telt 345 inwoners (1999). De plaats maakt deel uit van het arrondissement Yssingeaux.

## Geografie
De oppervlakte van Saint-Julien-du-Pinet bedraagt 17,7 km², de bevolkingsdichtheid is 19,5 inwoners per km².
De onderstaande kaart toont de ligging van Saint-Julien-du-Pinet met de belangrijkste infrastructuur en aangrenzende gemeenten.

## Demografie
Onderstaande figuur toont het verloop van het inwonertal (bron: INSEE-tellingen).